# Allée d'Eau
L'Allée d'Eau, ou Allée des Marmousets, est située dans les jardins de Versailles, en France et fait la jonction entre le Bassin du Dragon et le Bain des Nymphes.
Le décor de cette allée est dû à Charles Le Brun dont l'atelier fournit le dessin de sept groupes d'enfants en plomb qui répondent à sept autres identiques placés symétriquement. On les appelle également les marmousets, ce qui explique la seconde appellation d'Allée des Marmousets. En 1678, huit groupes complémentaires sont rajoutés dans la demi lune du Bassin du Dragon. Dix ans plus tard, le décor des fontaines en fondu en bronze. Tous ces groupes célèbrent avec joie le triomphe d'Apollon sur Python et conduisent au Bassin de la Pyramide, qui symbolise le temple de Delphes.
On trouve donc successivement en remontant l'allée :
- Des fillettes
- Des garçonnets
- Des chasseurs
- Des pécheurs
- Des termes
- Des satyres
- Des musiciens
- Des danseurs et danseuses
- Des amours et des petites filles
- Des danseurs
- Des tritons

## Photos

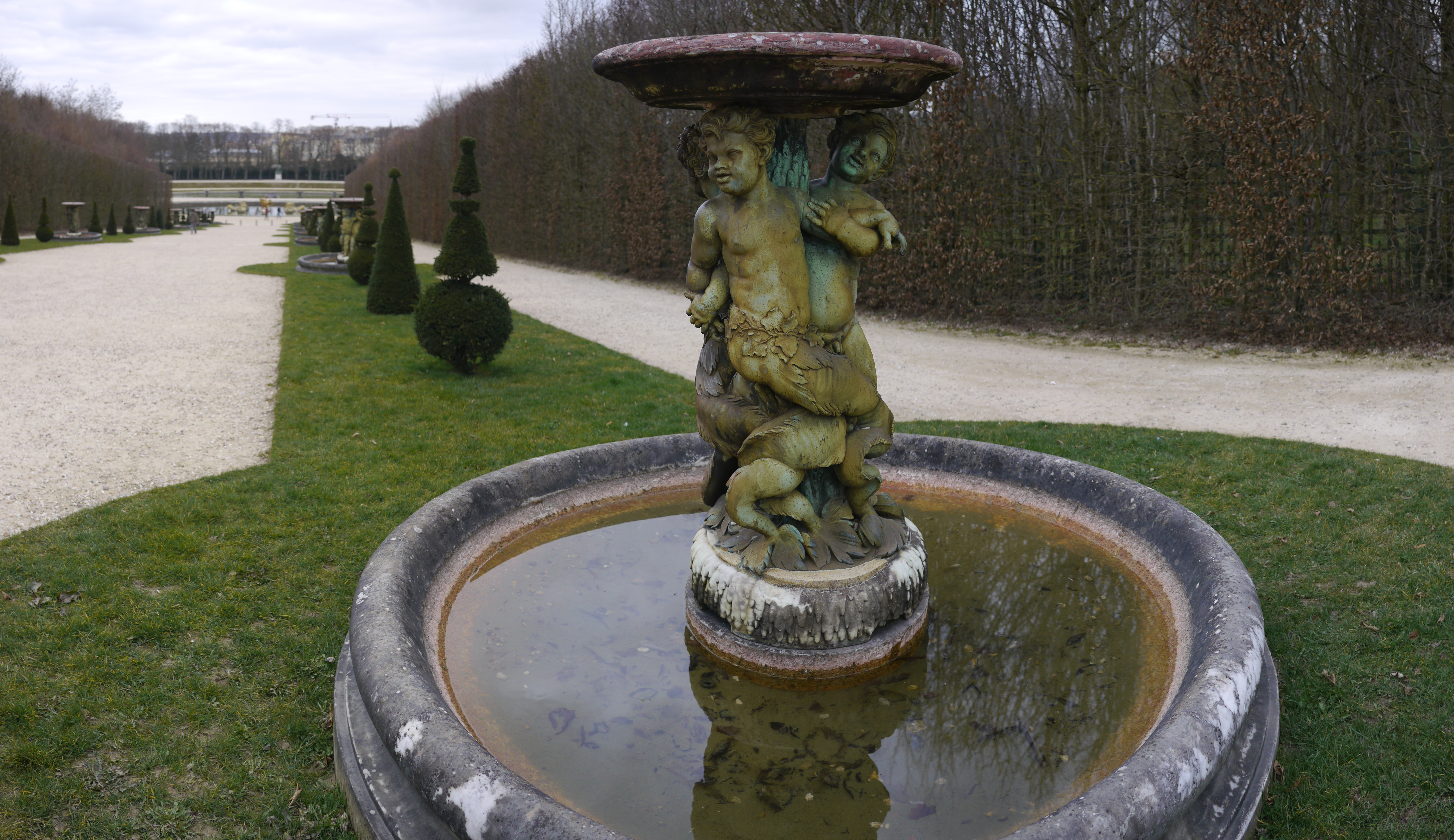
Un des marmoussets
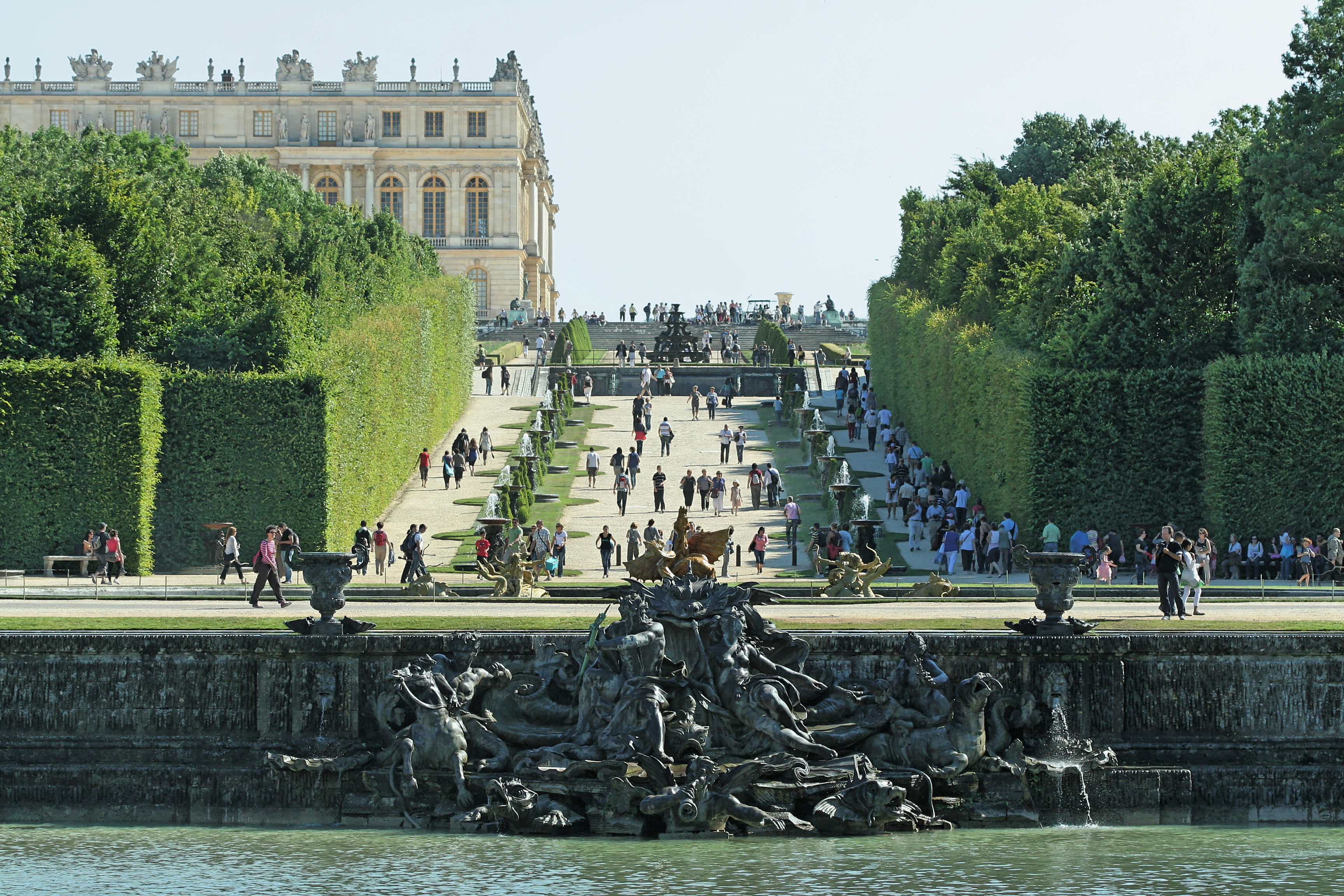
Le bassin de Neptune avec dans le prolongement, l'allée d'Eau